# Associazione Calcio Milan 2019-2020

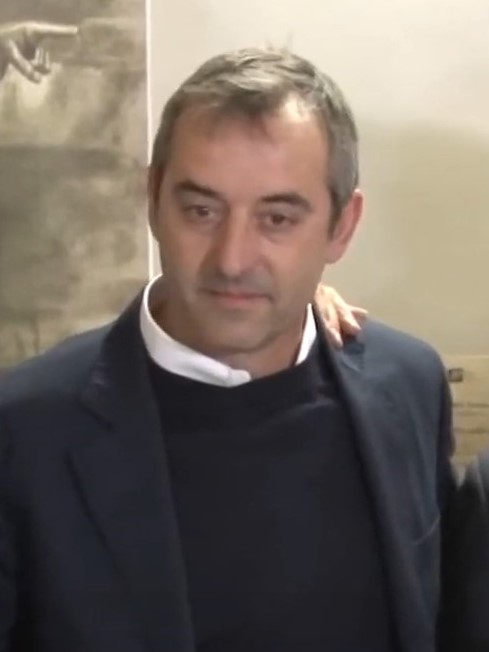
Marco Giampaolo, siederà sulla panchina rossonera per poche giornate.

Questa voce raccoglie le informazioni riguardanti l'Associazione Calcio Milan nelle competizioni ufficiali della stagione sportiva 2019-2020.

## Stagione

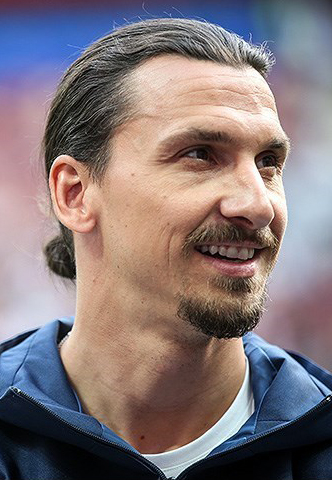
Zlatan Ibrahimović torna a vestire la maglia del a otto anni dalla sua precedente esperienza in Serie A: arrivato a gennaio, lo svedese contribuisce a risollevare la stagione dei rossoneri.

La stagione più travagliata del calcio italiano dal dopoguerra si apre, per il Milan, con diversi cambi nell'organigramma societario: il direttore generale dell'area tecnico-sportiva Leonardo si dimette dal proprio incarico; Paolo Maldini viene promosso direttore tecnico, mentre Zvonimir Boban fa ritorno in rossonero nelle vesti di chief football officer. Nelle settimane successive viene annunciato anche Frederic Massara come direttore sportivo. Inoltre, dopo un anno e mezzo alla guida della squadra rossonera, lascia la carica di allenatore Gennaro Gattuso. Al suo posto la società rossonera ingaggia Marco Giampaolo, reduce dall'esperienza alla Sampdoria. Il 28 giugno 2019, per effetto del lodo arbitrale pronunciato dal TAS, il Milan viene escluso dalla partecipazione all'Europa League (conquistata sul campo al termine della stagione precedente) per aver violato le norme del fair play finanziario durante i trienni 2014-2017 e 2015-2018.
L'avvio di campionato si rivela estremamente difficile: i rossoneri subiscono quattro sconfitte nelle prime sei giornate, facendo segnare la peggior partenza da 81 anni a quella parte. Lo scarso rendimento della squadra, dal punto di vista del gioco e dei risultati, costa l'esonero a Giampaolo, che il 9 ottobre viene sostituito da Stefano Pioli. Dopo aver raccolto 5 punti nelle prime 6 gare con il nuovo allenatore, il Milan riesce a mettere in fila due vittorie consecutive per la prima volta in stagione contro Parma e Bologna, prima di pareggiare con il Sassuolo e incassare una pesante sconfitta per 5-0 sul campo dell'Atalanta (la peggiore in campionato dal 1998, quarta sconfitta in Serie A con cinque reti di scarto).
Con l'arrivo nel mercato invernale di Zlatan Ibrahimović, di ritorno in rossonero dopo 7 anni, e di Simon Kjær, il Milan appare in ripresa e inizia ad ottenere dei buoni risultati sia in Coppa Italia che in campionato, riportandosi a ridosso della zona Europa, nonostante un andamento ancora troppo altalenante per poter ambire alle posizioni di vertice. Il 2 febbraio 2020, nel finale della gara casalinga contro il Verona, fa il suo debutto ufficiale in prima squadra all'età di 18 anni Daniel Maldini, figlio di Paolo e nipote di Cesare, terzo esponente della famiglia Maldini ad indossare la maglia della prima squadra.
L'8 marzo i rossoneri giocano e perdono 2-1 contro il Genoa, in un Meazza vuoto per la pandemia di COVID-19. Tuttavia, il giorno dopo, a causa del perdurare e dell'aggravarsi della suddetta pandemia, il CONI decreta lo stop forzato di tutti i tornei in corso per qualunque sport. Alla ripresa del campionato, il 22 giugno, con le gare da disputare tutte a porte chiuse per ragioni di sicurezza, il Milan trova dapprima il successo per 4-1 sul campo del Lecce e poi coglie una vittoria importante in chiave europea battendo 2-0 la Roma a San Siro. In seguito, dopo il pari in rimonta in casa del fanalino di coda SPAL, batte 3-0 la Lazio all'Olimpico e poi rifila un secco 4-2 alla Juventus al Meazza; i rossoneri non segnavano quattro reti ai bianconeri dal 1989. L'ottimo momento della squadra di Pioli è confermato dalle vittorie su Parma, Bologna, Sassuolo, Sampdoria e Cagliari e dai pareggi contro Napoli e Atalanta; i rossoneri si distinguono come la miglior squadra post lockdown, unica imbattuta con 12 risultati utili consecutivi (a cui va aggiunto il pareggio di Torino contro la Juventus nella semifinale di ritorno di Coppa Italia), 30 punti conquistati su 36 disponibili, 41 nel girone di ritorno, dietro la sola Atalanta, miglior risultato nella seconda parte di campionato dal 2012-2013, e la miglior media realizzativa nei principali campionati europei. Tuttavia il deludente girone d'andata costa al Milan la qualificazione diretta alla UEFA Europa League e il 6º posto finale qualifica i rossoneri solo per il secondo turno preliminare.
In Coppa Italia il Milan, dopo aver eliminato SPAL e Torino, esce di scena in semifinale per mano della Juventus per la regola dei gol fuori casa, dopo due pareggi (1-1 a Milano e 0-0 a Torino), chiudendo da imbattuto la competizione.

## Divise e sponsor
Lo sponsor tecnico per la stagione 2019-2020 è Puma, mentre lo sponsor ufficiale è Fly Emirates. Nella partita contro l'Inter del 21 settembre 2019 sulle maglie è apparso il logo Emirates Fly Better. In occasione delle celebrazioni per i 120 anni del club rossonero, i giocatori sono scesi in campo contro il Sassuolo il 15 dicembre indossando una maglia speciale, che presentava il logo dello sponsor tecnico (Puma), quello dello sponsor ufficiale (Emirates Fly Better), nomi e numeri in oro. Eccezionalmente, nella 38ª e ultima gara del campionato di Serie A, giocata il 1º agosto 2020 al Meazza contro il Cagliari, il Milan è sceso in campo con la divisa casalinga della stagione 2020-2021; lo stesso è avvenuto per l'uniforme riservata ai portieri.
| Casa | Casa (38ª Serie A) | Trasferta | Terza divisa | 120 anni | 1ª div. portiere | 1ª div. portiere (38ª Serie A) | 2ª div. portiere | 3ª div. portiere |

## Organigramma societario

### Organigramma
Dal sito internet ufficiale della società.
- Presidente: Paolo Scaroni
- Consiglio di amministrazione: Paolo Scaroni, Ivan Gazidis, Marco Patuano, Giorgio Furlani, Franck Tuil, Stefano Cocirio, Salvatore Cerchione, Gianluca D’Avanzo, Alfredo Craca
- Collegio sindacale: Franco Carlo Papa, Cesare Ciccolini, Alberto Dello Strologo
- Amministratore delegato: Ivan Gazidis
- Direttore tecnico: Paolo Maldini
- Chief football officer: Zvonimir Boban (fino al 7/3/2020)
- Direttore sportivo: Frederic Massara
- Brand ambassador: Franco Baresi
- Chief commercial officer: Lorenzo Giorgetti
- Chief communication officer: Fabio Guadagnini
- Chief of staff: James Murray
- Chief operation officer: Alessandro Sorbone
- Group revenue officer: Casper Stylsvig
- Youth sector director: Angelo Carbone
- Human resources & organization director: Agata Frigerio
- Stadium operations director: Marco Lomazzi
- Marketing & sales B2C director: Michele Lorusso
- Digital director: Lamberto Siega
- Partnerships director: Mauro Tavola
- Administration, planning & control director: Angela Zucca

### Staff tecnico
Dal sito internet ufficiale della società.
- Allenatore: Marco Giampaolo (fino all'8/10/2019), Stefano Pioli
- Allenatore in seconda: Francesco Conti (fino all'8/10/2019), Giacomo Murelli
- Preparatori atletici: Samuele Melotto e Stefano Rapetti (fino all'8/10/2019), Luca Monguzzi, Matteo Osti, Roberto Peressutti, Marco Vago
- Collaboratori tecnici: Salvatore Foti e Fabio Micarelli (fino all'8/10/2019), Daniele Bonera, Davide Lucarelli, Gianmarco Pioli, Luciano Vulcano
- Preparatori dei portieri: Luigi Turci, Emiliano Betti
- Team manager: Andrea Romeo

## Rosa
| N. |                                 | Ruolo | Calciatore                          |
| -- | ------------------------------- | ----- | ----------------------------------- |
| 1  | Bosnia ed Erzegovina (bandiera) | P     | Asmir Begović                       |
| 2  | Italia (bandiera)               | D     | Davide Calabria                     |
| 4  | Algeria (bandiera)              | C     | Ismaël Bennacer                     |
| 5  | Italia (bandiera)               | C     | Giacomo Bonaventura (vice-capitano) |
| 7  | Spagna (bandiera)               | A     | Samu Castillejo                     |
| 8  | Spagna (bandiera)               | A     | Suso                                |
| 9  | Polonia (bandiera)              | A     | Krzysztof Piątek                    |
| 10 | Turchia (bandiera)              | C     | Hakan Çalhanoğlu                    |
| 11 | Italia (bandiera)               | A     | Fabio Borini                        |
| 12 | Italia (bandiera)               | D     | Andrea Conti                        |
| 13 | Italia (bandiera)               | D     | Alessio Romagnoli (capitano)        |
| 17 | Portogallo (bandiera)           | A     | Rafael Leão                         |
| 18 | Croazia (bandiera)              | A     | Ante Rebić                          |
| 19 | Francia (bandiera)              | D     | Theo Hernández                      |
| 20 | Argentina (bandiera)            | C     | Lucas Biglia                        |
| 21 | Svezia (bandiera)               | A     | Zlatan Ibrahimović                  |
| 22 | Argentina (bandiera)            | D     | Mateo Musacchio                     |
| 23 | Croazia (bandiera)              | D     | Ivan Strinić                        |
| 24 | Danimarca (bandiera)            | D     | Simon Kjær                          |
| 25 | Spagna (bandiera)               | P     | Pepe Reina                          |

| N. |                                 | Ruolo | Calciatore           |
| -- | ------------------------------- | ----- | -------------------- |
| 27 | Portogallo (bandiera)           | A     | André Silva          |
| 29 | Italia (bandiera)               | A     | Lorenzo Colombo      |
| 31 | Italia (bandiera)               | D     | Mattia Caldara       |
| 33 | Bosnia ed Erzegovina (bandiera) | C     | Rade Krunić          |
| 39 | Brasile (bandiera)              | C     | Lucas Paquetá        |
| 43 | Brasile (bandiera)              | D     | Léo Duarte           |
| 46 | Italia (bandiera)               | D     | Matteo Gabbia        |
| 56 | Belgio (bandiera)               | C     | Alexis Saelemaekers  |
| 68 | Svizzera (bandiera)             | D     | Ricardo Rodríguez    |
| 79 | Costa d'Avorio (bandiera)       | C     | Franck Kessié        |
| 84 | Italia (bandiera)               | P     | Matteo Soncin        |
| 88 | Croazia (bandiera)              | C     | Antonio Mionić       |
| 89 | Italia (bandiera)               | C     | Alessandro Sala      |
| 90 | Italia (bandiera)               | P     | Antonio Donnarumma   |
| 93 | Uruguay (bandiera)              | C     | Diego Laxalt         |
| 94 | Italia (bandiera)               | C     | Marco Brescianini    |
| 95 | Italia (bandiera)               | A     | Andrea Capone        |
| 97 | Italia (bandiera)               | C     | Emanuele Torrasi     |
| 98 | Italia (bandiera)               | A     | Daniel Maldini       |
| 99 | Italia (bandiera)               | P     | Gianluigi Donnarumma |

## Calciomercato

### Sessione estiva (dall'1/7 al 2/9)
| Acquisti         | Acquisti               | Acquisti              | Acquisti                                                             |
| R.               | Nome                   | da                    | Modalità                                                             |
| ---------------- | ---------------------- | --------------------- | -------------------------------------------------------------------- |
| D                | Léo Duarte             | Flamengo              | definitivo (11 milioni €)                                            |
| D                | Theo Hernández         | Real Madrid           | definitivo (20 milioni €)                                            |
| C                | Rade Krunić            | Empoli                | definitivo (8 milioni €)                                             |
| C                | Franck Kessié          | Atalanta              | riscatto del cartellino (24 milioni €)                               |
| C                | Ismaël Bennacer        | Empoli                | definitivo (18 milioni €)                                            |
| A                | Rafael Leão            | Lilla                 | definitivo (25 milioni €)                                            |
| A                | Ante Rebić             | Eintracht Francoforte | prestito biennale (5 milioni €) + diritto di riscatto (25 milioni €) |
| A                | André Silva            | Siviglia              | fine prestito                                                        |
| Altre operazioni |                        |                       |                                                                      |
| R.               | Nome                   | da                    | Modalità                                                             |
| P                | Andreas Jungdal        | Vejle                 | definitivo                                                           |
| D                | Lenny Borges           | Amburgo               | definitivo (800000 €)                                                |
| D                | Stefan Simič           | Frosinone             | fine prestito                                                        |
| D                | Matteo Gabbia          | Lucchese              | fine prestito                                                        |
| D                | Gian Filippo Felicioli | Perugia               | fine prestito                                                        |
| D                | Gabriele Bellodi       | Olbia                 | fine prestito                                                        |
| D                | Andres Llamas          | Pistoiese             | fine prestito                                                        |
| C                | Alen Halilović         | Standard Liegi        | fine prestito                                                        |
| C                | Manuel Locatelli       | Sassuolo              | fine prestito                                                        |
| C                | Emanuele Pecorino      | Catania               | prestito con diritto di riscatto                                     |
| C                | Tommaso Pobega         | Ternana               | fine prestito                                                        |
| C                | Alexandro Cavagnera    | Lugano                | fine prestito                                                        |
| A                | Ismet Sinani           | Juve Stabia           | fine prestito                                                        |
| A                | Luan Capanni           | Lazio                 | definitivo                                                           |
| A                | Tiago Dias             | Braga                 | fine prestito                                                        |

| Cessioni         | Cessioni               | Cessioni              | Cessioni                                                     |
| R.               | Nome                   | a                     | Modalità                                                     |
| ---------------- | ---------------------- | --------------------- | ------------------------------------------------------------ |
| P                | Alessandro Plizzari    | Livorno               | prestito                                                     |
| D                | Ignazio Abate          | -                     | svincolato                                                   |
| D                | Stefan Simič           | Hajduk Spalato        | definitivo (500000 €)                                        |
| D                | Ivan Strinić           | -                     | rescissione consensuale                                      |
| D                | Cristián Zapata        | -                     | svincolato                                                   |
| C                | Tiémoué Bakayoko       | Chelsea               | fine prestito                                                |
| C                | Andrea Bertolacci      | -                     | svincolato                                                   |
| C                | Diego Laxalt           | Torino                | prestito (500000 €) con diritto di riscatto (11,5 milioni €) |
| C                | Manuel Locatelli       | Sassuolo              | riscatto del cartellino (10 milioni €)                       |
| C                | José Mauri             | -                     | svincolato                                                   |
| C                | Riccardo Montolivo     | -                     | svincolato                                                   |
| A                | Patrick Cutrone        | Wolverhampton         | definitivo (18 milioni € più 4 milioni € di bonus)           |
| A                | André Silva            | Eintracht Francoforte | prestito biennale                                            |
| Altre operazioni |                        |                       |                                                              |
| R.               | Nome                   | a                     | Modalità                                                     |
| D                | Raoul Bellanova        | Bordeaux              | definitivo (1 milione €)                                     |
| D                | Gabriele Bellodi       | Crotone               | prestito                                                     |
| D                | Andres Llamas          | -                     | svincolato                                                   |
| D                | Tiago Djaló            | Lilla                 | definitivo                                                   |
| D                | Gian Filippo Felicioli | Venezia               | definitivo                                                   |
| C                | Alen Halilović         | Heerenveen            | prestito                                                     |
| C                | Tommaso Pobega         | Pordenone             | prestito                                                     |
| A                | Gabriele Capanni       | Novara                | prestito                                                     |
| A                | Tiago Dias             | Famalicão             | definitivo                                                   |
| A                | Ismet Sinani           | Sicula Leonzio        | prestito                                                     |
| A                | Frank Tsadjout         | Charleroi             | prestito con diritto di riscatto                             |

### Sessione invernale (dal 2/1 al 31/1)
| Acquisti | Acquisti            | Acquisti    | Acquisti                         |
| R.       | Nome                | da          | Modalità                         |
| -------- | ------------------- | ----------- | -------------------------------- |
| P        | Asmir Begović       | Bournemouth | prestito                         |
| D        | Simon Kjær          | Siviglia    | prestito con diritto di riscatto |
| C        | Diego Laxalt        | Torino      | fine prestito                    |
| C        | Alexis Saelemaekers | Anderlecht  | prestito con diritto di riscatto |
| A        | Zlatan Ibrahimović  | -           | svincolato                       |
| A        | Gabriele Capanni    | Novara      | fine prestito                    |

| Cessioni | Cessioni          | Cessioni        | Cessioni                                                 |
| R.       | Nome              | a               | Modalità                                                 |
| -------- | ----------------- | --------------- | -------------------------------------------------------- |
| P        | Pepe Reina        | Aston Villa     | prestito                                                 |
| D        | Mattia Caldara    | Atalanta        | prestito biennale con diritto di riscatto (15 milioni €) |
| D        | Ricardo Rodríguez | PSV             | prestito                                                 |
| D        | Leroy Abanda      | Neuchâtel Xamax | prestito                                                 |
| A        | Fabio Borini      | Verona          | definitivo                                               |
| A        | Krzysztof Piątek  | Hertha Berlino  | definitivo (27 milioni €)                                |
| A        | Suso              | Siviglia        | prestito con diritto di riscatto                         |
| A        | Gabriele Capanni  | Catania         | prestito                                                 |

## Risultati

### Serie A

#### Girone di andata
| Arbitro: | Pasqua (Tivoli) |

|           |           |  |
| Becão 72’ | Marcatori |  |

| Arbitro: | Abisso (Palermo) |

|                |           |  |
| Çalhanoğlu 12’ | Marcatori |  |

| Arbitro: | Manganiello (Pinerolo) |

|  |           |                   |
|  | Marcatori | 68’ (rig.) Piątek |

| Arbitro: | Doveri (Roma) |

|  |           |                         |
|  | Marcatori | 49’ Brozović 78’ Lukaku |

| Arbitro: | Guida (Torre Annunziata) |

|                  |           |                   |
| Belotti 72’, 76’ | Marcatori | 19’ (rig.) Piątek |

| Arbitro: | Giacomelli (Trieste) |

|          |           |                                              |
| Leão 80’ | Marcatori | 14’ (rig.) Pulgar 66’ Castrovilli 78’ Ribéry |

| Arbitro: | Mariani (Aprilia) |

|            |           |                                 |
| Schöne 41’ | Marcatori | 51’ Hernández 57’ (rig.) Kessié |

| Arbitro: | Pasqua (Tivoli) |

|                           |           |                             |
| Çalhanoğlu 20’ Piątek 81’ | Marcatori | 62’ Babacar 90+2’ Calderoni |

| Arbitro: | Orsato (Schio) |

|                       |           |               |
| Džeko 38’ Zaniolo 59’ | Marcatori | 55’ Hernández |

| Arbitro: | Piccinini (Forlì) |

|          |           |  |
| Suso 63’ | Marcatori |  |

| Arbitro: | Calvarese (Teramo) |

|                   |           |                         |
| Bastos 28’ (aut.) | Marcatori | 25’ Immobile 83’ Correa |

| Arbitro: | Maresca (Napoli) |

|            |           |  |
| Dybala 77’ | Marcatori |  |

| Arbitro: | Orsato (Schio) |

|                 |           |            |
| Bonaventura 29’ | Marcatori | 24’ Lozano |

| Arbitro: | Valeri (Roma) |

|  |           |               |
|  | Marcatori | 88’ Hernández |

| Arbitro: | Chiffi (Padova) |

|                                         |           |                                                 |
| Hernández 40’ (aut.) Sansone 84’ (rig.) | Marcatori | 15’ (rig.) Piątek 32’ Hernández 46’ Bonaventura |

| Milano 15 dicembre 2019, ore 15:00 CET 16ª giornata | Milan                  | 0 – 0 referto | Sassuolo | Stadio Giuseppe Meazza (58 005 spett.)\| Arbitro: \| Manganiello (Pinerolo) \| |
| Arbitro:                                            | Manganiello (Pinerolo) |               |          |                                                                                |

| Arbitro: | La Penna (Roma 1) |

|                                                  |           |  |
| Gómez 10’ Pašalić 61’ Iličić 63’, 72’ Muriel 84’ | Marcatori |  |

| Milano 6 gennaio 2020, ore 15:00 CET 18ª giornata | Milan           | 0 – 0 referto | Sampdoria | Stadio Giuseppe Meazza (58 572 spett.)\| Arbitro: \| Massa (Imperia) \| |
| Arbitro:                                          | Massa (Imperia) |               |           |                                                                         |

| Arbitro: | Abisso (Palermo) |

|  |           |                          |
|  | Marcatori | 46’ Leão 64’ Ibrahimović |

#### Girone di ritorno
| Arbitro: | Pairetto (Nichelino) |

|                                |           |                       |
| Rebić 48’, 90+3’ Hernández 72’ | Marcatori | 6’ Larsen 85’ Lasagna |

| Arbitro: | Valeri (Roma) |

|  |           |           |
|  | Marcatori | 71’ Rebić |

| Arbitro: | Chiffi (Padova) |

|                |           |             |
| Çalhanoğlu 29’ | Marcatori | 13’ Faraoni |

| Arbitro: | Maresca (Napoli) |

|                                                  |           |                             |
| Brozović 51’ Vecino 54’ de Vrij 70’ Lukaku 90+3’ | Marcatori | 40’ Rebić 45+1’ Ibrahimović |

| Arbitro: | Fabbri (Ravenna) |

|           |           |  |
| Rebić 25’ | Marcatori |  |

| Arbitro: | Calvarese (Teramo) |

|                   |           |           |
| Pulgar 85’ (rig.) | Marcatori | 56’ Rebić |

| Arbitro: | Doveri (Roma) |

|                 |           |                       |
| Ibrahimović 77’ | Marcatori | 7’ Pandev 41’ Cassata |

| Arbitro: | Valeri (Roma) |

|                    |           |                                                   |
| Mancosu 54’ (rig.) | Marcatori | 26’ Castillejo 55’ Bonaventura 57’ Rebić 72’ Leão |

| Arbitro: | Giacomelli (Trieste) |

|                                 |           |  |
| Rebić 76’ Çalhanoğlu 89’ (rig.) | Marcatori |  |

| Arbitro: | Mariani (Aprilia) |

|                         |           |                              |
| Valoti 13’ Floccari 30’ | Marcatori | 79’ Leão 90+3’ (aut.) Vicari |

| Arbitro: | Calvarese (Teramo) |

|  |           |                                                 |
|  | Marcatori | 23’ Çalhanoğlu 34’ (rig.) Ibrahimović 59’ Rebić |

| Arbitro: | Guida (Torre Annunziata) |

|                                                      |           |                        |
| Ibrahimović 62’ (rig.) Kessié 66’ Leão 67’ Rebić 80’ | Marcatori | 47’ Rabiot 53’ Ronaldo |

| Arbitro: | La Penna (Roma) |

|                            |           |                                 |
| Di Lorenzo 34’ Mertens 60’ | Marcatori | 20’ Hernández 73’ (rig.) Kessié |

| Arbitro: | Irrati (Pistoia) |

|                                         |           |            |
| Kessié 55’ Romagnoli 59’ Çalhanoğlu 77’ | Marcatori | 44’ Kurtić |

| Arbitro: | Massa (Imperia) |

|                                                                       |           |              |
| Saelemaekers 10’ Çalhanoğlu 24’ Bennacer 49’ Rebić 57’ Calabria 90+2’ | Marcatori | 44’ Tomiyasu |

| Arbitro: | Pairetto (Nichelino) |

|                   |           |                        |
| Caputo 42’ (rig.) | Marcatori | 19’, 45+2’ Ibrahimović |

| Arbitro: | Doveri (Roma) |

|                |           |            |
| Çalhanoğlu 14’ | Marcatori | 34’ Zapata |

| Arbitro: | Pasqua (Tivoli) |

|               |           |                                               |
| Askildsen 87’ | Marcatori | 4’, 58’ Ibrahimović 52’ Çalhanoğlu 90+2’ Leão |

| Arbitro: | Serra (Torino) |

|                                                  |           |  |
| Klavan 10’ (aut.) Ibrahimović 55’ Castillejo 57’ | Marcatori |  |

### Coppa Italia

#### Fase finale
| Arbitro: | Ghersini (Genova) |

|                                         |           |  |
| Piątek 20’ Castillejo 44’ Hernández 66’ | Marcatori |  |

| Arbitro: | Pasqua (Tivoli) |

|                                                         |           |                 |
| Bonaventura 12’ Çalhanoğlu 90+1’, 106’ Ibrahimović 108’ | Marcatori | 34’, 71’ Bremer |

| Arbitro: | Valeri (Roma) |

|           |           |                      |
| Rebić 61’ | Marcatori | 90+1’ (rig.) Ronaldo |

| Torino 12 giugno 2020, ore 21:00 CEST Semifinale - Ritorno | Juventus       | 0 – 0 referto | Milan | Allianz Stadium (0 spett.)\| Arbitro: \| Orsato (Schio) \| |
| Arbitro:                                                   | Orsato (Schio) |               |       |                                                            |

## Statistiche

### Statistiche di squadra
| Competizione | Punti      | In casa | In casa | In casa | In casa | In casa | In casa | In trasferta | In trasferta | In trasferta | In trasferta | In trasferta | In trasferta | Totale | Totale | Totale | Totale | Totale | Totale | DR  |
| Competizione | Punti      | G       | V       | N       | P       | Gf      | Gs      | G            | V            | N            | P            | Gf           | Gs           | G      | V      | N      | P      | Gf     | Gs     | DR  |
| ------------ | ---------- | ------- | ------- | ------- | ------- | ------- | ------- | ------------ | ------------ | ------------ | ------------ | ------------ | ------------ | ------ | ------ | ------ | ------ | ------ | ------ | --- |
| Serie A      | 66         | 19      | 9       | 6       | 4       | 31      | 20      | 19           | 10           | 3            | 6            | 32           | 26           | 38     | 19     | 9      | 10     | 63     | 46     | +17 |
| Coppa Italia | semifinale | 3       | 2       | 1       | 0       | 8       | 3       | 1            | 0            | 1            | 0            | 0            | 0            | 4      | 2      | 2      | 0      | 8      | 3      | +5  |
| Totale       | -          | 22      | 11      | 7       | 4       | 39      | 23      | 20           | 10           | 4            | 6            | 32           | 26           | 42     | 21     | 11     | 10     | 71     | 49     | +22 |

### Andamento in campionato
| Giornata  | 1  | 2  | 3 | 4  | 5  | 6  | 7  | 8  | 9  | 10 | 11 | 12 | 13 | 14 | 15 | 16 | 17 | 18 | 19 | 20 | 21 | 22 | 23 | 24 | 25 | 26 | 27 | 28 | 29 | 30 | 31 | 32 | 33 | 34 | 35 | 36 | 37 | 38 |
| --------- | -- | -- | - | -- | -- | -- | -- | -- | -- | -- | -- | -- | -- | -- | -- | -- | -- | -- | -- | -- | -- | -- | -- | -- | -- | -- | -- | -- | -- | -- | -- | -- | -- | -- | -- | -- | -- | -- |
| Luogo     | T  | C  | T | C  | T  | C  | T  | C  | T  | C  | C  | T  | C  | T  | T  | C  | T  | C  | T  | C  | T  | C  | T  | C  | T  | C  | T  | C  | T  | T  | C  | T  | C  | C  | T  | C  | T  | C  |
| Risultato | P  | V  | V | P  | P  | P  | V  | N  | P  | V  | P  | P  | N  | V  | V  | N  | P  | N  | V  | V  | V  | N  | P  | V  | N  | P  | V  | V  | N  | V  | V  | N  | V  | V  | V  | N  | V  | V  |
| Posizione | 17 | 13 | 7 | 12 | 13 | 16 | 13 | 12 | 12 | 10 | 11 | 14 | 12 | 11 | 10 | 10 | 11 | 12 | 10 | 8  | 8  | 8  | 10 | 8  | 7  | 7  | 7  | 7  | 7  | 7  | 7  | 7  | 7  | 7  | 6  | 6  | 6  | 6  |

Fonte:  Serie A – Classifica, su legaseriea.it.
Legenda:

Luogo: C = Casa; T = Trasferta. Risultato: V = Vittoria; N = Pareggio; P = Sconfitta.

### Statistiche dei giocatori
Sono in corsivo i calciatori che hanno lasciato la società a stagione in corso.
| Giocatore       | Serie A  | Serie A | Serie A     | Serie A    | Coppa Italia | Coppa Italia | Coppa Italia | Coppa Italia | Totale   | Totale | Totale      | Totale     |
| Giocatore       | Presenze | Reti    | Ammonizioni | Espulsioni | Presenze     | Reti         | Ammonizioni  | Espulsioni   | Presenze | Reti   | Ammonizioni | Espulsioni |
| --------------- | -------- | ------- | ----------- | ---------- | ------------ | ------------ | ------------ | ------------ | -------- | ------ | ----------- | ---------- |
| A. Begović      | 2        | -3      | 0           | 0          | 0            | 0            | 0            | 0            | 2        | -3     | 0           | 0          |
| I. Bennacer     | 31       | 1       | 14          | 0          | 4            | 0            | 0            | 0            | 35       | 1      | 14          | 0          |
| L. Biglia       | 14       | 0       | 4           | 0          | 0            | 0            | 0            | 0            | 14       | 0      | 4           | 0          |
| G. Bonaventura  | 29       | 3       | 2           | 0          | 3            | 1            | 0            | 0            | 32       | 4      | 2           | 0          |
| F. Borini       | 2        | 0       | 1           | 0          | 0            | 0            | 0            | 0            | 2        | 0      | 1           | 0          |
| M. Brescianini  | 1        | 0       | 0           | 0          | 0            | 0            | 0            | 0            | 1        | 0      | 0           | 0          |
| D. Calabria     | 25       | 1       | 2           | 2          | 2            | 0            | 1            | 0            | 27       | 1      | 3           | 2          |
| M. Caldara      | 0        | 0       | 0           | 0          | 0            | 0            | 0            | 0            | 0        | 0      | 0           | 0          |
| H. Çalhanoğlu   | 35       | 9       | 6           | 0          | 3            | 2            | 0            | 0            | 38       | 11     | 6           | 0          |
| G. Capanni      | 0        | 0       | 0           | 0          | 0            | 0            | 0            | 0            | 0        | 0      | 0           | 0          |
| A. Capone       | 0        | 0       | 0           | 0          | 0            | 0            | 0            | 0            | 0        | 0      | 0           | 0          |
| S. Castillejo   | 22       | 2       | 3           | 1          | 3            | 1            | 2            | 0            | 25       | 3      | 5           | 1          |
| L. Colombo      | 1        | 0       | 0           | 0          | 1            | 0            | 0            | 0            | 2        | 0      | 0           | 0          |
| A. Conti        | 23       | 0       | 8           | 0          | 3            | 0            | 3            | 0            | 26       | 0      | 11          | 0          |
| A. Donnarumma   | 0        | 0       | 1           | 0          | 1            | 0            | 0            | 0            | 1        | 0      | 1           | 0          |
| G. Donnarumma   | 36       | -42     | 3           | 0          | 3            | -3           | 0            | 0            | 39       | -45    | 3           | 0          |
| L. Duarte       | 6        | 0       | 2           | 0          | 0            | 0            | 0            | 0            | 6        | 0      | 2           | 0          |
| M. Gabbia       | 9        | 0       | 1           | 0          | 1            | 0            | 0            | 0            | 10       | 0      | 1           | 0          |
| T. Hernández    | 33       | 6       | 10          | 0          | 3            | 1            | 2            | 1            | 36       | 7      | 12          | 1          |
| Z. Ibrahimović  | 18       | 10      | 1           | 0          | 2            | 1            | 2            | 0            | 20       | 11     | 3           | 0          |
| F. Kessié       | 35       | 4       | 3           | 0          | 3            | 0            | 0            | 0            | 38       | 4      | 3           | 0          |
| S. Kjær         | 15       | 0       | 2           | 0          | 4            | 0            | 1            | 0            | 19       | 0      | 3           | 0          |
| R. Krunić       | 15       | 0       | 3           | 0          | 3            | 0            | 1            | 0            | 18       | 0      | 4           | 0          |
| D. Laxalt       | 4        | 0       | 1           | 0          | 2            | 0            | 0            | 0            | 6        | 0      | 1           | 0          |
| R. Leão         | 31       | 6       | 0           | 0          | 2            | 0            | 0            | 0            | 33       | 6      | 0           | 0          |
| D. Maldini      | 2        | 0       | 0           | 0          | 0            | 0            | 0            | 0            | 2        | 0      | 0           | 0          |
| A. Mionić       | 0        | 0       | 0           | 0          | 0            | 0            | 0            | 0            | 0        | 0      | 0           | 0          |
| M. Musacchio    | 18       | 0       | 4           | 1          | 0            | 0            | 0            | 0            | 18       | 0      | 4           | 1          |
| L. Paquetá      | 24       | 0       | 7           | 0          | 3            | 0            | 0            | 0            | 27       | 0      | 7           | 0          |
| K. Piątek       | 18       | 4       | 1           | 0          | 2            | 1            | 0            | 0            | 20       | 5      | 1           | 0          |
| A. Rebić        | 26       | 11      | 5           | 0          | 4            | 1            | 1            | 1            | 30       | 12     | 6           | 1          |
| P. Reina        | 1        | -1      | 0           | 1          | 0            | 0            | 0            | 0            | 1        | -1     | 0           | 1          |
| R. Rodríguez    | 5        | 0       | 0           | 0          | 0            | 0            | 0            | 0            | 5        | 0      | 0           | 0          |
| A. Romagnoli    | 35       | 1       | 4           | 0          | 4            | 0            | 0            | 0            | 39       | 1      | 4           | 0          |
| A. Saelemaekers | 13       | 1       | 2           | 1          | 2            | 0            | 0            | 0            | 15       | 1      | 2           | 1          |
| A. Sala         | 0        | 0       | 0           | 0          | 0            | 0            | 0            | 0            | 0        | 0      | 0           | 0          |
| A. Silva        | 1        | 0       | 1           | 0          | 0            | 0            | 0            | 0            | 1        | 0      | 1           | 0          |
| M. Soncin       | 0        | 0       | 0           | 0          | 0            | 0            | 0            | 0            | 0        | 0      | 0           | 0          |
| I. Strinić      | 0        | 0       | 0           | 0          | 0            | 0            | 0            | 0            | 0        | 0      | 0           | 0          |
| Suso            | 16       | 1       | 2           | 0          | 1            | 0            | 0            | 0            | 17       | 1      | 2           | 0          |

## Giovanili

### Organigramma
- Responsabile tecnico: Angelo Carbone[37]

Primavera
- Allenatore: Federico Giunti

### Piazzamenti
- Primavera:
  - Campionato: 1º posto in Primavera 2. Promosso in Primavera 1
  - Coppa Italia: Quarti di finale
- Berretti:
  - Campionato:

- Under-17:

Campionato: 
- Under-16

Campionato:
- Under-15:

Campionato: